# Complexo das Amoreiras
O Complexo das Amoreiras, ou Torres das Amoreiras, é um complexo de escritórios e habitações, com uma arquitetura ousada para a época. em Lisboa, projetados pelo arquitecto Tomás Taveira e construídos nos anos 80 do século XX. Foi inaugurado a 27 de Setembro de 1985 e está localizado na Avenida Engenheiro Duarte Pacheco, freguesia de Campo de Ourique, em Lisboa. Faz parte dele o centro comercial Amoreiras Shopping Center (também chamado de Centro Comercial das Amoreiras).
Foi o primeiro grande espaço de comércio e serviços em área urbana de Portugal sendo, na altura, o maior espaço comercial do país e o quarto maior da Europa. O impacto que exerceu na vida económica, social e cultural da cidade só teve comparação com o desenvolvimento da zona oriental de Lisboa, muitos anos depois.[carece de fontes?] Ao destacar-se pela concepção arquitectónica e conceito comercial desenvolvido, é considerado como um dos maiores símbolos do pós-modernismo existentes em Portugal. O Complexo das Amoreiras valeu aos seus proprietários e ao seu criador, arquitecto Tomás Taveira, a atribuição do Prémio Valmor e Municipal de Arquitectura do ano de 1993.
Está implantado numa zona de cota elevada, assume-se como um marco fortíssimo no perfil da cidade. A sua forma foi baseada em capacetes de guerreiros medievais.[carece de fontes?] O complexo pós-modernista foi construído entre 1980 e 1987 e abrange três torres de escritórios com 20 mil metros quadrados cada, um conjunto habitacional com 115 fogos, um centro comercial e de lazer], com 58 mil metros quadrados e um parque de estacionamento com capacidade para 1 190 carros. Com área bruta locável de 26 026 metros quadrados dispõe de cerca de 240 lojas, distribuídas por dois pisos com várias marcas prestigiadas. Existe uma vasta área de restauração, com grande variedade de escolha, entre comida tradicional portuguesa, italiana, japonesa, fast food, e outras. Existe também cinema, com sete salas disponíveis, 3 das quais VIP, wi-fi gratuito em todo o espaço e 900 lugares para estacionamento.

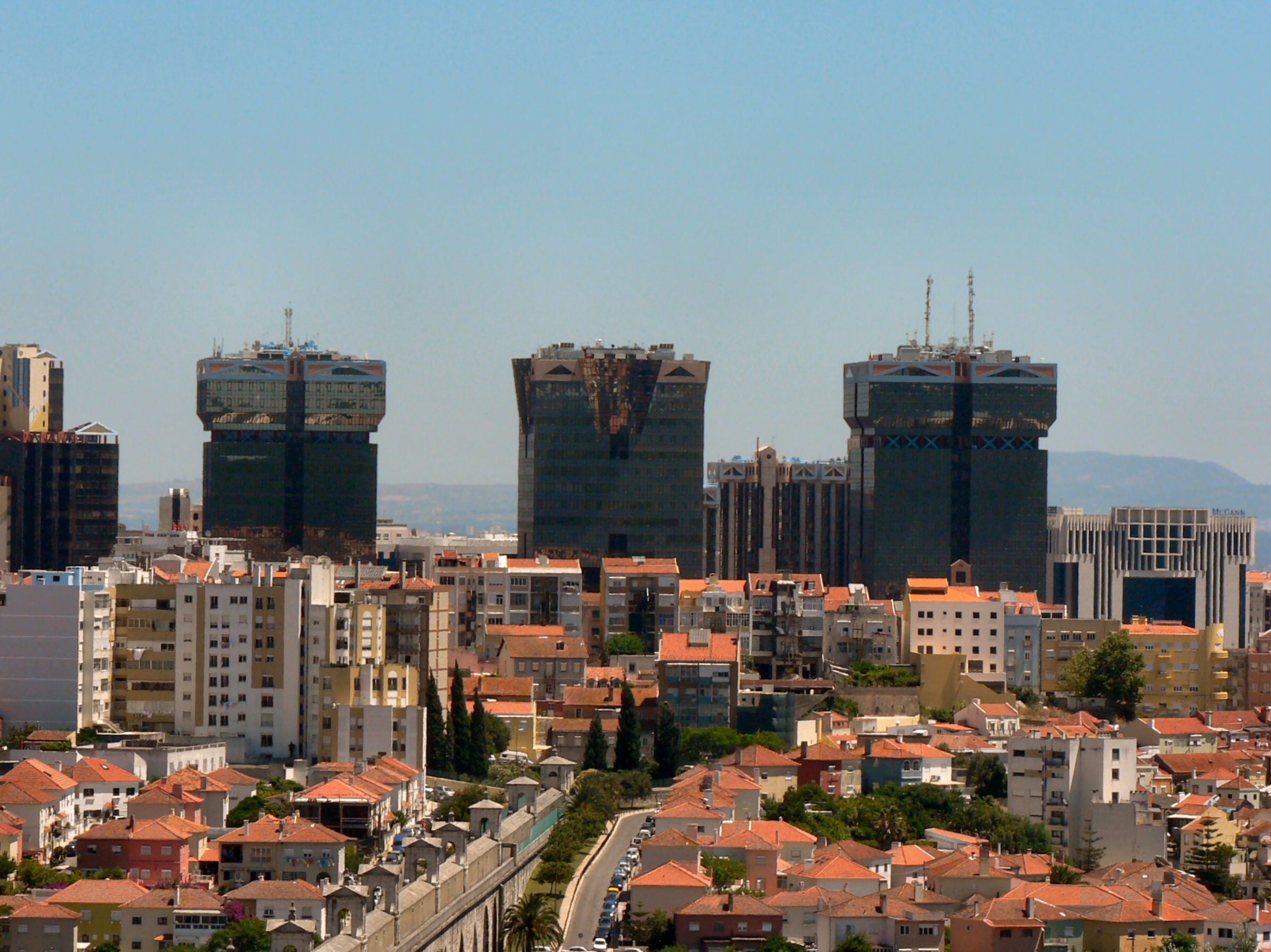

Localizado junto a uma das principais avenidas da cidade. O centro comercial é acessível através de transportes públicos das operadoras Carris, TST e Vimeca, pelo conjunto de oito paragens situadas junto ao centro.[carece de fontes?] O conjunto de edifícios foi construído no local deixado vago pela demolição da Estação das Amoreiras, um dos (até então) três parques de manobras e resguardo dos elétricos de Lisboa, e dos autocarros explorados pela Carris.
Também é possível visitar o Amoreiras 360 Panoramic View, um miradouro que permite uma vista a 360 graus da cidade de Lisboa.[carece de fontes?]